# یونیین، گرنادا
یونیین، گرنادا (به لاتین: Union) یک منطقهٔ مسکونی در گرنادا است که در Saint Patrick Parish, Grenada واقع شده‌است. یونیین ۲۶۴ متر بالاتر از سطح دریا واقع شده‌است.